# 兴义香草
兴义香草（学名：Lysimachia millietii）为报春花科珍珠菜属的植物，是中国的特有植物。分布于中国大陆的贵州等地，生长于海拔800米至1,300米的地区，常生长在山坡林缘，目前尚未由人工引种栽培。

## 别名
小花星宿菜（拉汉种子植物名称）